# Willem Mees
Willem Cornelis (Willem) Mees (Rotterdam, 6 september 1813 - Amsterdam, 24 december 1884) was president van de De Nederlandsche Bank.
Willem Mees was een telg uit het geslacht Mees. Hij begon als advocaat in Rotterdam en als leraar handelswetenschappen. In 1849 werd hij benoemd tot secretaris van De Nederlandsche Bank (DNB). Van 1863 tot 1884 was hij president van DNB. Hij verdedigde het belang van de regulering van de geldvoorziening. Mees was van mening dat DNB zich moest richten op het dienen van het algemeen belang. Hij stond transparantie voor en publiceerde maandelijks cijfers over de circulatie van bankbiljetten, de rekening-courant en de edelmetaalvoorraad. Ook pleitte hij voor een monopolie van bankbiljettenuitgifte bij DNB. 
Tijdens het presidentschap van Willem Mees werd het gebouw van Froger aan de Oude Turfmarkt in gebruik genomen. In dit gebouw is thans het Allard Pierson Museum gevestigd.